# Tullio Rossi (architetto)
Tullio Rossi (Roma, 28 febbraio 1903 – Firenze, 16 luglio 1995) è stato un architetto italiano.
Fu uno dei più prolifici progettisti di nuove chiese nell'area romana.

## Biografia
Nacque a Roma nel 1903. Intrapresi gli studi classici con la prospettiva di una carriera diplomatica, si appassionò al disegno dal vero e decise di iscriversi alla Scuola di architettura di Roma nel 1921. Fra i suoi compagni di studi furono Pier Niccolò Berardi, Luigi Vietti, Adolfo Rustichelli.
Come disegnatore ottenne vari riconoscimenti accademici ed ebbe modo di lavorare nello studio di Vittorio Morpurgo, suo professore di arredamento, del quale fu anche assistente per un breve periodo. Nel 1928 si laureò con un progetto di club nautico a San Michele di Pagana, presso Rapallo, grazie al quale ottenne anche il premio Valadier.

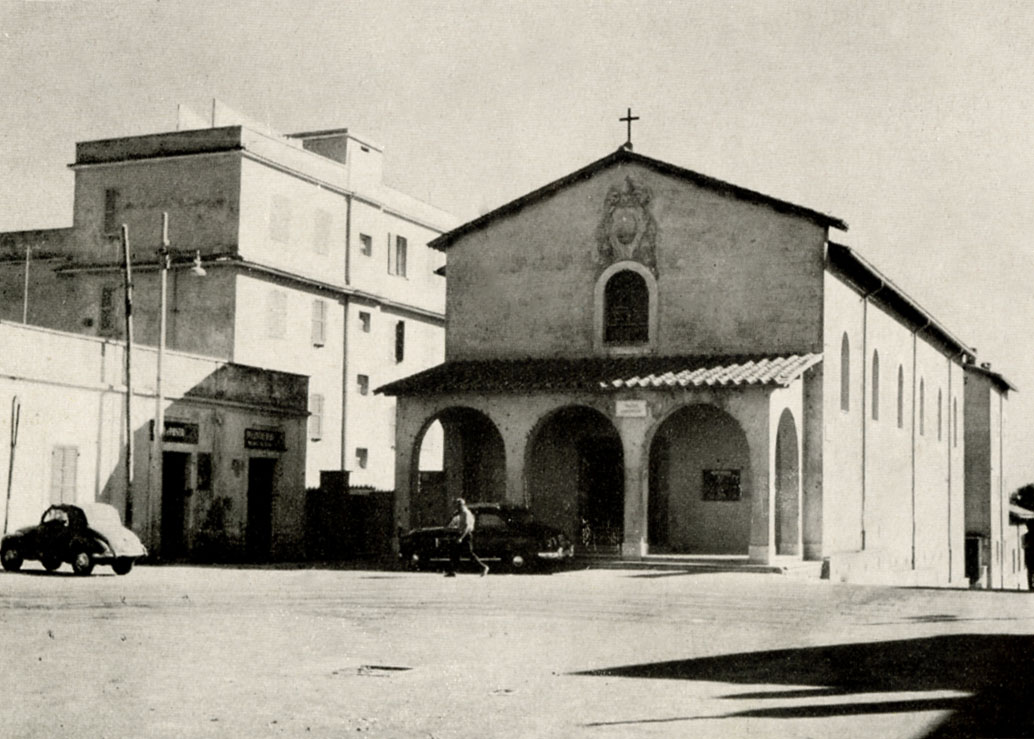
Santa Maria Janua Coeli di Tullio Rossi a Roma nel quartiere di Montespaccato in una foto del 1954

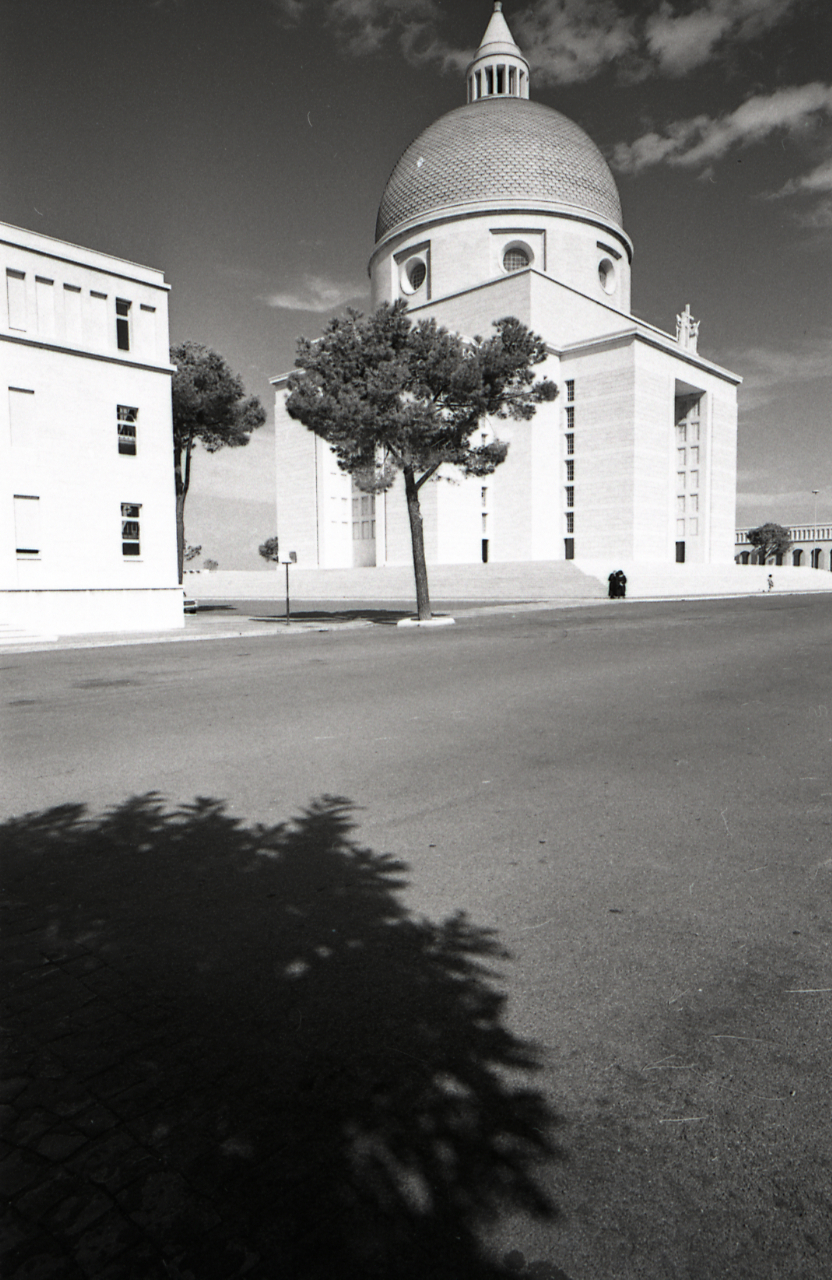
Basilica dei Santi Pietro e Paolo (Roma). Foto di Paolo Monti, 1967

Iscritto all'Albo nel 1929, fu invitato dall'architetto Carlo Broggi a collaborare alla costruzione del Palazzo della Società delle nazioni a Ginevra ma decise di rifiutare, preferendo la sua attività di collaborazione con lo studio dei Busiri Vici. Nello stesso anno fu chiamato dall'arcivescovo Marchetti Selvaggiani a coprire l'incarico di architetto ufficiale della Pontificia Opera per la provvista di nuove chiese in Roma. L'organo, istituito da papa Pio XII in seguito al concordato fra Stato e Chiesa, si occupava della costruzione di nuove chiese nelle aree di espansione urbanistica della capitale, con l'obiettivo essenziale di dotare i nuovi quartieri di un edificio di culto capiente e dignitoso ma abbastanza economico. Rossi riuscì ad interpretare al meglio le finalità dell'Opera, accettando le limitazioni economiche senza sacrificare la riconoscibilità dell'edificio e realizzando 38 chiese fra il 1933 e il 1956. Tra queste la chiesa di Santa Maria della Provvidenza a via di Donna Olimpia, Santa Maria della Misericordia alla Borgata Gordiani, San Michele Arcangelo a Pietralata, Santa Galla alla Garbatella, Santa Emerenziana a viale Eritrea, Sant'Andrea Apostolo a Tomba di Nerone, Santa Maria Regina Pacis a Monteverde vecchio, Santa Maria Goretti al quartiere Trieste e molte altre.
Parallelamente continuò la sua attività di libero professionista partecipando ad alcuni concorsi (Piano regolatore di Padova e di Faenza) e realizzando vari edifici residenziali e interventi di restauro: si ricordano, a Roma, la villa Ricci Bartoloni sull'Appia Antica (1934), la villa Cidonio sulla Cassia, la villa Solaro del Borgo (1935), la villa per l'ambasciatore Leonardo Vitetti (1935), la villa Falconi e villa Scialoia a Forte dei Marmi (LU) le ville per la famiglia Gherardesca in Maremma e varie abitazioni a Cortina d'Ampezzo (BL), tra cui le case ad appartamenti, Casa otto e Casa dieci.
Il tema dell'abitazione fu sempre considerato centrale da Rossi il quale concepiva la sua progettazione sempre a partire dagli spazi interni, secondo un procedimento che lo ha fatto avvicinare dalla critica all'Architettura organica.
Nel 1945 si trasferì a Firenze, dove aveva in corso alcuni progetti e aprì con Pier Niccolò Berardi lo Studio San Giorgio, riferendosi al progetto per il piano urbanistico dell'Isola di San Giorgio a Venezia che lo aveva impegnato per tutto l'anno, senza giungere alla realizzazione. Insieme parteciparono al concorso per la ricostruzione della zona del Ponte Vecchio distrutta dai bombardamenti (1946) e realizzarono, fra le altre, la Club House del circolo La Mandria, presso Torino (1957), il Golf Club Le Betulle a Biella (1958), l'edificio per il Museo della Richard Ginori a Doccia, presso Firenze (1965). Nel 1949 realizzò il Cimitero militare americano di Firenze.
Nel 1967, sciolto lo Studio San Giorgio – principalmente per il desiderio di Berardi di dedicarsi alla pittura – si trasferì in un locale più grande in piazza Beccaria e chiamò a collaborare con lui uno dei due figli architetti, ancora residenti a Roma. A partire dal 1954 realizzò alcune ville a San Vincenzo (LI), in cui tentò di realizzare una perfetta fusione fra la costruzione e la natura del luogo, soprattutto attraverso la scelta di materiali locali. Tra questi villa Olmaia (1956), villa Solengo (1958) villa Il Suvericcio (1960) villa Sulla Duna (1964). Fra il 1958 e il 1974, per incarico della società Immobiliare di Roma, si occupò del Piano paesaggistico dell'Olgiata romana dove realizzò la Club House Golf, con relativo arredamento, alcune ville private e le case a schiera dell'Isola 13 in collaborazione con i figli Patrizio e Alvise Rossi Fioravanti.
Nel 1963 redasse il Piano regolatore di Calamoresca (GR), in collaborazione con l'ingegner Michele Invernizzi, realizzandovi due nuclei abitativi da 80 appartamenti. Nello stesso periodo realizzò alcune ville, tra cui quella dell'ingegner Cossio e dell'ingegner Rizzani nei pressi di Udine, e il palazzo della Società Saint André a Montecarlo, progettato nel 1978 con il figlio Alvise, per il quale disegnò anche l'arredamento dell'annesso ristorante.
Morì a Firenze nel 1995.

## Opere
Progetti principali:
- 1937 Chiesa di Santa Maria Madre della Provvidenza a Donna Olimpia, Roma
- 1937-1938 Chiesa di Santa Maria del Soccorso, Roma
- 1938 Chiesa di San Michele Arcangelo a Pietralata, Roma
- 1940 Chiesa di Santa Maria delle Grazie al Trionfale, Roma
- 1941 Chiesa di Sant'Andrea Apostolo a Tomba di Nerone, Roma
- 1942 Chiesa di Santa Emerenziana, Roma
- 1942 Chiesa di Santa Maria Regina Pacis, Roma
- 1942 Chiesa dei Santi Patroni, Roma
- 1945-1946 Torre dei Guidi, Firenze, interventi di restauro
- 1945 Progetto di urbanizzazione dell'Isola di San Giorgio, Venezia
- 1945-1957 Chiesa di San Raffaele Arcangelo, Roma
- 1946 Palazzo per Uffici Minerva Film, Roma
- 1948-1949 Piano regolatore di Ansedonia (LI), progetto di case a schiera
- 1948-1949 Villa Orti di Galatea, Roma
- 1950 Chiesa parrocchiale di S. Barnaba
- 1951 Albergo Aurora, Fiesole (FI)
- 1951 Torre degli Amidei, Firenze
- 1953 Chiesa parrocchiale di Santa Maria Goretti (fino al 1965 in via degli Amara[3]), Roma
- 1953 Chiesa parrocchiale del Gelsomino, Roma
- 1954 Concorso per il monumento a Pinocchio, Collodi (PT)
- 1956 Chiesa parrocchiale ai Quattro Venti (oggi San Giulio I Papa a Monteverde), Roma
- 1958-1962 Golf Club di Torino e di Biella, con successive aggiunte
- 1959 Chiesa di Gesù Bambino a Sacco Pastore, Roma
- 1959-1960 Golf Club, Olgiata romana, Roma
- 1962-1968 Piano paesaggistico Olgiata romana, Roma, tipologie di case
- 1963 Studio per centri di abitazione per lavoratori, Maratea (PZ)
- 1964-1965 Villa Straziota, Olgiata romana, Roma
- 1966 Progetto per casa ad appartamenti sul lotto ex Grand Hotel, Forte dei Marmi (LI)
- 1968-1969 Tenuta Foce Vecchia, Montalto di Castro (VT)
- 1973 Piano paesaggistico Olgiata romana: Isola 19, Isola 14, Isola 18, Isola 102
- 1974 Progetto di ristrutturazione della Case minime a Firenze
- 1979-1980 Palazzo soc. Saint'Andrè a Montecarlo e ristorante annesso
- 1988 Progetto di un lodge Morgan's House nella savana, Tanzania

## Archivio
Il fondo Rossi Tullio è conservato presso l'Archivio di Stato di Firenze.